# Pierre Hermans
Lambertus Maria Petrus „Pierre“ Hermans (* 16. Mai 1953 in Vught) ist ein ehemaliger niederländischer Hockeyspieler. Er war Weltmeisterschaftszweiter 1978, Europameisterschaftszweiter 1978 und Europameister 1983.

## Sportliche Karriere
Der 1,77 Meter große Torhüter Pierre Hermans bestritt von 1977 bis 1984 86 Länderspiele für die niederländische Nationalmannschaft.
Pierre Hermans war in der Nationalmannschaft zunächst der Ersatztorwart hinter Maarten Sikking. Bei der Weltmeisterschaft 1978 in Buenos Aires erreichten die Niederländer das Finale und gewannen die Silbermedaille hinter der Mannschaft Pakistans. Hermans stand in zwei Vorrundenspielen im Tor. Ein halbes Jahr später wirkte Hermans bei der Europameisterschaft 1978 in Hannover im Spiel gegen die Mannschaft aus der Sowjetunion mit. Die Niederländer unterlagen im Finale nach Verlängerung der deutschen Mannschaft. 1980 verpasste Hermans eine Olympiateilnahme wegen des Olympiaboykotts, Maarten Sikking beendete wegen des Olympiaboykotts seine Länderspielkarriere.
1982 bei der Weltmeisterschaft in Bombay hütete Joost Claushuis das niederländische Tor, zweiter Torhüter war Lex Bos. Im Jahr darauf spielte Hermans bei der Europameisterschaft 1983 in Amsterdam in allen sieben Spielen, Ersatzmann Lex Bos wurde nicht eingesetzt. Die Niederländer gewannen ihre Vorrundengruppe vor der Mannschaft aus der Sowjetunion. Nach einem 4:1-Halbfinalsieg gegen Deutschland nach Verlängerung trafen die Niederländer im Finale erneut auf die sowjetische Mannschaft. Am Ende der regulären Spielzeit stand es 2:2 und nach der Verlängerung 4:4. Die Niederländer siegten schließlich im Siebenmeterschießen. Im Jahr darauf bei den Olympischen Spielen 1984 in Los Angeles wirkte Hermans in vier und Bos in drei von sieben Spielen mit. Am Ende des Turniers belegten die Niederländer den sechsten Platz.
Pierre Hermans spielte beim Amsterdamsche Hockey & Bandy Club.